# Einige Interviews zu persönlichen Fragen
Einige Interviews zu persönlichen Fragen, Originaltitel: რამდენიმე ინტერვიუ პირად საკითხებზე (Ramdenime interwiu pirad sakitchebse), Несколько интервью по личным вопросам (Neskolko interwju po litschnym woprossam) ist ein sowjetischer Spielfilm, der in Georgien unter der Regie von Lana Gogoberidse im Jahr 1978 fertiggestellt wurde.

## Handlung
Sofiko ist eine 40-jährige Journalistin, die für eine Zeitung die Leserbriefe beantwortet. In dieser Funktion lernt sie viele Leute kennen, mit denen sie längere Gespräche führt und dann auch Artikel darüber schreibt. Sie ist verheiratet, wohnt mit ihrem Mann Artschil und zwei Kindern, einem Jungen und einem Mädchen im Alter von etwa 14 und 12 Jahren, sowie ihrer Mutter in einer Wohnung in Tblissi.
Sofikos Gesprächspartner haben die verschiedensten Gründe, mit ihr sprechen zu wollen. So erfährt sie traurige, komische aber auch interessante Geschichten, bei denen sie mal helfen kann, oder auch nicht. Eine alte Frau kommt eines Tages in ihr Büro und erzählt, dass sie gern in ein Altenheim möchte. Sie lebt bei ihren Kindern, die morgens aus dem Haus gehen und am Abend mit sich selbst beschäftigt sind, weshalb sie immer allein ist. Dieser Frau kann Sofiko nicht helfen.
Wie so oft, geht sie ihre beiden alten Tanten besuchen, an denen sie sehr hängt und die sie immer mit dem Nötigsten, was man täglich so braucht, versorgt. Die beiden haben Sofiko im Alter von etwa 10 Jahren aus einem Kinderheim geholt, in das sie gebracht wurde, als ihre Mutter für viele Jahre in der Verbannung leben musste. Jetzt wohnt die Mutter mit der Familie Sofikos zusammen und hilft ihr bei den Hausarbeiten. Eines Tages bereiten sie Borschtsch zu, der für zwei Tage reichen soll. Doch daraus wird nichts, denn Artschil, der in leitender Position in einem Büro arbeitet, bringt am Abend drei seiner Freunde zum Essen mit nach Haus. Da es auch Alkohol gibt, wird es ein fröhlicher, ausgelassener Abend. Zum Schluss, während des Aufräumens, setzt sich Sofiko völlig erschöpft an den Tisch und denkt noch einmal über ein am Tage geführtes Interview nach. Da erzählte ihr eine junge Frau, wie glücklich sie mit ihrer Familie, ihrer Wohnung und dem Leben ist. Am Ende stellt sich aber heraus, dass sie Heimweh nach dem Dorf ihrer Kindheit hat und es das Beste wäre, ihr Betrieb, in dem sie gern arbeitet, würde dorthin ziehen. An einem der nächsten Tage fährt die Journalistin mit dem Fotografen Irakli in ein Dorf, wo sie sich um ein Problem kümmern will, das ihr der Direktor der Schule geschildert hat. Ein cleverer Geschäftsmann hat sich Teile des Schulgrundstücks gesichert, welches bisher von den Schülern benutzt wurde, um dort je ein Haus für sich und seinen Sohn zu bauen. Sofiko will sich nun mit einem Artikel darum kümmern, dass die Schüler ihren Schulhof zurück erhalten, was ihr auch gelingt.
Tage nachdem ihr der Posten als Chefredakteurin ihrer Zeitung angeboten wird und den sie ablehnt, da ihr die jetzige Aufgabe sehr viel Freude bereitet, sieht sie während einer Fahrt mit einem Linienbus ihren Mann auf dem Bürgersteig stehen. Schnell steht sie auf und schafft es gerade noch auszusteigen, um zu Artschil zu gehen. Kurz bevor sie ihn erreicht, kommt eine junge Frau auf ihn zu und beide begrüßen sich mit Küssen und weiteren Liebkosungen. Die Situation ist so eindeutig, dass Sofiko sich gleich wieder umdreht und mit dem nächsten Bus weiterfährt, nicht ohne den beiden aus dem Rückfenster nachzuschauen. Am Abend herrscht am Tisch Schweigen, dann fällt Sofiko eine Familie ein, über die sie einmal einen Artikel geschrieben hat und die allein deshalb immer glücklich war, da sie bei jeder Gelegenheit gemeinsam gesungen hat.
Während eines Spaziergangs durch die Stadt kommt sie an dem Haus, in dem ihr Fotograf wohnt vorbei und beschließt, ihn zu besuchen. Er ist gerade beim Renovieren seiner Mansardenwohnung, doch fallen ihr die vielen Fotografien auf, auf denen sie zu sehen ist. Irakli geht in die Küche, um einen Tee zu brühen und als er wieder das Zimmer betritt, sitzt Sofiko auf einem Stuhl und schläft. Irakli setzt sich ihr gegenüber und beobachtet sie, bis sie wach wird und wieder geht. Zu Hause angekommen, kann sie sich nur noch von ihrer sterbenden Mutter verabschieden. Sofiko betont später in einem entscheidenden Gespräch mit Artschil, dass sie die Kinder zu sich nehmen wird, die bereits alt genug sind, um die Trennung zu verstehen und sie selbst von ihrem bisherigen Leben nichts bereut.

## Produktion und Veröffentlichung
Einige Interviews zu persönlichen Fragen wurde von der Arbeitsgruppe Zweites Kreatives Studio des Filmstudios Grusia (Kartuli Filmi) unter dem Arbeitstitel Der Dialog, wie alle  georgischen Filme in georgischer Sprache, gedreht und hatte am 30. Dezember 1978 in Tblissi Premiere. Der für die übrigen Sowjetrepubliken in Russischer Sprache synchronisierte Farbfilm hatte am 1. Oktober 1979 unter dem Titel Несколько интервью по личным вопросам in Moskau Premiere.
Bereits am 25. Februar 1979 hätte der Film seine Uraufführung außerhalb der UdSSR, innerhalb des 9. Internationalen Forums des Jungen Films erleben sollen. Er wurde aber von der Sowjetunion zusammen mit anderen Filmen von den Berliner Filmfestspielen aus Protest gegen die Aufführung des amerikanischen Films Deer Hunter im Rahmen des Wettbewerbsprogramms zurückgezogen
In der DDR wurde der Film das erste Mal als Eröffnungsfilm zum VIII. Festival des sowjetischen Kino- und Fernsehfilms in der DDR im Berliner Kino Kosmos am 25. Oktober 1979 gezeigt. Die Bildschirmpremiere in der DDR erlebte der Film am 17. Januar 1981 im 2. Programm des Fernsehens der DDR. In der Bundesrepublik wurde der Film am 19. Juni 1984 im ZDF ausgestrahlt.

## Auszeichnungen
- 1979: 12. Allunionsfilmfestival Aschchabat: 2. Hauptpreis
- 1979: Autorenfilmfestival San Remo: Grand Prix[3]

## Kritik
Horst Knietzsch schrieb im Neuen Deutschland von den Preisen, die der Film bisher erhalten hat und schreibt dazu weiter:

„Verdientermaßen, auch weil in diesen feinfühligen und genau gesehenen Frauenfilm viel vom Wesen und der Haltung der begabten Regisseurin und ihrer Hauptdarstellerin Sofiko Tschiaureli eingeflossen ist.“

In der Neuen Zeit bemerkte H. U. :

„Die episodisch abwechslungsreiche Gestaltung dieses Films, realitätsgenau reportagehaft, Erinnerungen einbeziehend, im Emotionsklima sowohl von Sachlichkeit als auch von weiblicher Gefühlswärme bestimmt, gibt all dem Dichte, Eindringlichkeit, Unausweichlichkeit. Alltagsstreß, männliche Egoismen, eine schwere Kindheitsvergangenheit –  das enthält weite und vielfältige Assoziationsmöglichkeiten dieses eines Frauenlebens für das Leben von Frauen überhaupt. Ganz ausgeprägt Individuelles gewinnt gesellschaftliche Repräsentanz.“

Das Lexikon des internationalen Films schreibt, dass der Film feinfühlig inszeniert ist und mit Charme und Humor ein aufschlussreiches Bild des sowjetischen Alltags sowie zugleich ein eindrucksvolles Frauenporträt zeichnet.